# Alfonso Gómez (Boxer)
Alfonso Salvador Gómez Becerra (* 28. Oktober 1980 in Guadalajara) ist ein mexikanischer Profiboxer im Halbmittelgewicht.

## Werdegang
Alfonso Gómez begann im Alter von zehn Jahren mit dem Boxen und gewann 80 von 90 Amateurkämpfen. Bei der amerikanischen Olympiaqualifikation im April 2000 in Tijuana, unterlag er im Viertelfinale gegen Charlie Navarro aus Venezuela.
2001 wurde er in den USA Profi und gewann sein Prodebüt am 19. Mai gegen Pedro Ochoa. In seinem zweiten Kampf am 15. Juni, verlor er nach Punkten gegen den späteren IBF-Weltmeister Ishe Smith. In seinem vierten Kampf gewann er nach Punkten gegen den späteren IBF-WM-Herausforderer Jesse Feliciano. Im Januar 2003 schlug er zudem den unbesiegten, späteren Jugendweltmeister der WBC, Michael Santos. Einen Monat später unterlag er in einem Rückkampf gegen Jesse Feliciano. Im Mai 2003 besiegte er den ungeschlagenen Juan Amezcua (9-0) vorzeitig durch t.K.o. in der dritten Runde.
2004 nahm er mit einer Bilanz von zehn Siegen, zwei Niederlagen und einem Unentschieden an der Reality-TV-Serie „The Contender“ teil, bei der eine Gruppe von Boxern näher vorgestellt werden und in einem Eliminierungsverfahren im Ring gegeneinander antritt. Zur Überraschung aller, forderte Gómez den unbesiegten Favoriten und Weltranglistenplatzierten Peter Manfredo (21-0, 10 K.o.´s) heraus, den er am 18. August 2004 einstimmig nach Punkten bezwang. Auch seinen zweiten Kampf der Serie konnte er einstimmig nach Punkten gegen den Dänen Ahmad Kaddour (18-1) gewinnen, der seine bis dahin einzige Niederlage gegen Ishe Smith erlitten hatte. Am 23. September 2004 bestritt er einen Rückkampf gegen Peter Manfredo junior, verlor jedoch diesmal nach Punkten.
Im Mai 2005 besiegte er Jesse Brinkley (25-2) einstimmig nach Punkten, sowie im Oktober 2005 Luciano Pérez (12-2) durch t.K.o. in der vierten Runde. Am 4. Mai 2006 bestritt er einen dritten Kampf gegen Jesse Feliciano, der mit einem Unentschieden endete. Anschließend siegte er noch vorzeitig gegen Carson Jones (12-2) und Martin Concepcion (11-3).
Am 14. Juli 2007 beendete er in Atlantic City als Außenseiter die Boxkarriere des ehemaligen IBF- und WBC-Titelträgers Arturo Gatti durch t.K.o. in der siebenten Runde. Gattis Unterlegenheit war so offensichtlich, dass der New Jersey State Athletic Commissioner Larry Hazzard persönlich den Ring betrat und den Kampf für beendet erklärte. Gatti gab anschließend seinen Rücktritt vom Boxsport bekannt. Am 16. Oktober desselben Jahres erzielte er noch einen einstimmigen Punktsieg gegen Ben Tackie (29-7), ehemaliger WM-Herausforderer von Kostya Tszyu.
Am 12. April 2008 erhielt er in Atlantic City einen WM-Kampf um die WBA-Krone im Weltergewicht gegen Miguel Cotto. Gómez war in dem Kampf jedoch weit unterlegen und ging in den Runden 1, 2, 3 und 5 durch Wirkungstreffer zu Boden, ehe auf Anraten des Ringarztes der Kampf vor Beginn der sechsten Runde abgebrochen wurde.
Beim Kampf um den Amerikanisch-Kontinentalen Meistertitel der WBC am 14. November 2009 in Las Vegas, besiegte er Jesús Soto Karass (24-3) vorzeitig in der sechsten Runde und verteidigte den Titel am 13. März 2010 ebenfalls vorzeitig gegen José Luis Castillo. Nach einem K.-o.-Sieg in der zweiten Runde gegen Calvin Green (21-5), erhielt er eine erneute WM-Titelchance im Halbmittelgewicht. Dabei boxte er am 17. September 2011 in Los Angeles gegen WBC-Titelträger Saúl Álvarez, verlor den Kampf jedoch durch Ringrichterabbruch (t.K.o.) in der sechsten Runde.
Beim Kampf um die Nordamerikanische Meisterschaft der WBO (NABO) im Weltergewicht am 28. Juli 2012 in Kalifornien, unterlag er nach Punkten gegen Shawn Porter (19-0). Im Juli 2014 gelang ihm ein einstimmiger Punktesieg gegen Ed Paredes (35-3). Im März 2015 besiegte er zudem Yoshihiro Kamegai (25-2).